# Didymodon schilleri
Didymodon schilleri är en bladmossart som beskrevs av Theodor Carl Karl Julius Herzog och Thériot 1933. Didymodon schilleri ingår i släktet lansmossor, och familjen Pottiaceae. Inga underarter finns listade i Catalogue of Life.